# Stensättra tomtområde
Se även Stensätra och Stensätter.
Stensättra tomtområde är sedan 2015 en tätort söder om Mälarviken Sundsörsviken och väster om Sundsör i Turinge socken i Nykvarns kommun, Stockholms län. Tidigare utgjorde delar av området två småorter med beteckningarna Stensättra tomtområde och Sundsör västra.

## Befolkning
| Befolkningsutvecklingen i Stensättra tomtområde 2015–2020                                      | Befolkningsutvecklingen i Stensättra tomtområde 2015–2020 | Befolkningsutvecklingen i Stensättra tomtområde 2015–2020 | Befolkningsutvecklingen i Stensättra tomtområde 2015–2020 | Befolkningsutvecklingen i Stensättra tomtområde 2015–2020 |
| ---------------------------------------------------------------------------------------------- | --------------------------------------------------------- | --------------------------------------------------------- | --------------------------------------------------------- | --------------------------------------------------------- |
|                                                                                                |                                                           |                                                           |                                                           |                                                           |
| År                                                                                             |                                                           |                                                           | Folkmängd                                                 | Areal (ha)                                                |
| 2015                                                                                           | 2015                                                      |                                                           | 236                                                       | 90                                                        |
| 2020                                                                                           | 2020                                                      |                                                           | 416                                                       | 115                                                       |
| Anm.: ny tätort 2015. Var före dess de två småorterna Stensättra tomtområde och Sundsör västra |                                                           |                                                           |                                                           |                                                           |